# Sudetes
Los Sudetes (en alemán: Sudeten, pronunciado /zuˈdeːtn̩/ⓘ; Sudety en checo y en polaco) son una cordillera de Europa central, que se extiende desde la ciudad alemana de Dresde (Sajonia), por el oeste, hasta la Puerta Morava (República Checa), por el este, incluyendo además una gran parte del voivodato de Baja Silesia (Polonia). Se dividen en tres secciones —Sudetes occidentales, Sudetes centrales y Sudetes orientales—, siendo su cumbre más alta el monte Sněžka (1603 m), en los Sudetes occidentales.

## Etimología
El nombre proviene de Sudeti Montes, latinización hecha en tiempos escolásticos del nombre Soudeta Ore usado por Ptolomeo en su Geographia, que los sitúa al norte del Bosque de Gabreta. La etimología es incierta; según una hipótesis, provendría del prefijo indoeuropeo su-: "montañas de jabalíes"; según otra hipótesis derivaría del latín sudis, espina, tal vez por la orografía del terreno.

Sněžka, el pico más alto de los Sudetes.

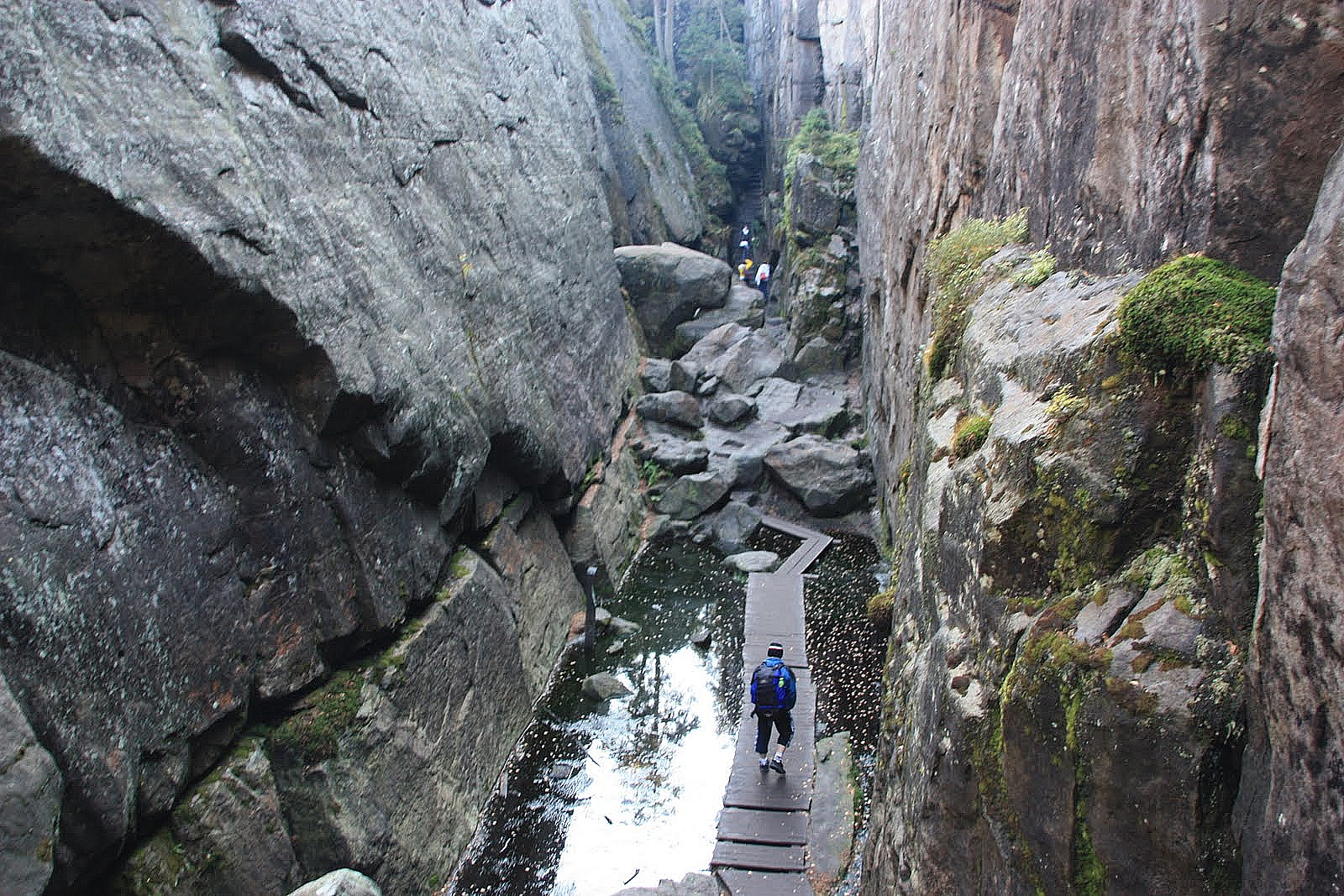
"Infierno", montes Mesa.

## Geografía
Es de escasa altura, solo algunos picos alcanzan 1500 m, siendo el Sněžka (en checo), Śnieżka (en polaco) o Schneekoppe (en alemán) el más alto con 1603 m. Está cubierto de bosques hasta los 1200 m, a partir de los cuales crecen pastos alpinos. Debido a los movimientos hercinianos está dividido en bloques erosionados por los glaciares cuaternarios. Las ciudades más importantes son Liberec y Jablonec nad Nisou en la República Checa y Wałbrzych en Polonia. En la región existen yacimientos de hulla, hierro, plomo y zinc.

### Divisiones
Los Sudetes se dividen generalmente en:
Sudetes Orientales
- Montes Dorados
- Montes Jeseníky
- Montes Opawskie
- Montes Śnieżnik

Sudetes Centrales
- Montes Bardzkie
- Montes Bystrzyckie
- Montes Orlické
- Montes Owl
- Montes de Piedra
- Montes Mesa

Sudetes Occidentales
- Crestas Ještěd-Kozákov
- Montes Jizera
- Montes Kaczawskie
- Montes de los Gigantes (Karkonosze/Krkonoše)
- Montes Lusatian
- Rudawy Janowickie